# Sphaeralcea procera
Sphaeralcea procera ist eine vermutlich ausgestorbene Pflanzenart aus der Familie der Malvengewächse (Malvaceae). Sie war in New Mexico endemisch.

## Merkmale
Sphaeralcea procera war eine ausdauernde Pflanze mit ansteigenden Ästen, die eine Höhe von 3 Metern erreichte. Der Stamm war an der Basis verholzt. Die 1 bis 5 Zentimeter langen, dreilappigen Laubblätter waren gerunzelt und mit sternförmigen Trichomen (Härchen) bedeckt. Die Seitenlappen waren kürzer als der Mittellappen und unregelmäßig gezähnt. Es gab zahlreiche, längliche Blüten. Die Blütenstände waren beblättert. Die Kelchblätter waren 5 mm lang und dicht behaart. Die fünf 7 bis 10 mm langen Blütenblätter waren violett-rosa. Die Staubblätter waren zahlreich. Die Staubfäden waren an der Basis zusammengewachsen. Die Früchte waren Spaltkapseln, die aus zehn oder weniger, schmalen und tief eingekerbten Karpellen (zusammengewachsenen Fruchtblättern) gebildet wurden. Die Karpellen waren 3 mm lang und 2 mm breit. Sie hatten kurze Fortsätze an der Spitze und eine netzartige Struktur an den Seitenwänden. Die Blütezeit war von Juli bis September.

## Status
Sphaeralcea procera ist nur vom Typusmaterial bekannt, das 1943 in der Nähe von Deming im Luna County, New Mexico, in einer Höhenlage von 1350 m entdeckt wurde. Trotz wiederholten Suchen in der Typuslokalität konnte die Pflanze nicht mehr wiederentdeckt werden. 1993 wurde sie vom United States Fish and Wildlife Service für ausgestorben erklärt.
Vermutungen, dass es sich bei Sphaeralcea procera um eine anomale Form von Sphaeralcea polychroma gehandelt haben könnte, wurden bis heute nicht bestätigt. Die Blütenfarbe von Sphaeralcea polychroma ist ähnlich wie die von Sphaeralcea procera. Jedoch fehlen bei Sphaeralcea polychroma die Fortsätze an den Spitzen der Karpellen.